# Moiken Wolk
Moiken Wolk (* 28. Februar 1981 als Moiken Jung, geschiedene Moiken Reichert) ist eine ehemalige deutsche Fußballschiedsrichterin. Sie pfiff für den Verein Wormatia Worms.

## Werdegang
Auf Empfehlung von Markus Merk wurde sie mit 11 Jahren Schiedsrichterin. Moiken Wolk wurde noch unter ihrem Mädchennamen Jung im Jahre 2002 DFB-Schiedsrichterin und leitet seitdem Spiele der Frauen-Bundesliga. Drei Jahre später wurde sie als Schiedsrichter-Assistentin beim DFB-Pokalfinale zwischen dem 1. FFC Turbine Potsdam und dem 1. FFC Frankfurt eingesetzt. Zwei Jahre später leitete sie das Pokalfinale zwischen dem 1. FFC Frankfurt und dem FCR 2001 Duisburg. Im Jahre 2015 wurde sie vom DFB für das Pokalfinale zwischen dem 1. FFC Turbine Potsdam und dem VfL Wolfsburg nominiert. Sie ist damit die erste Schiedsrichterin, die zweimal für ein Pokalfinale nominiert wurde. Zugleich ist das Finale ihr letztes Spiel als Schiedsrichterin.
Von 2005 bis 2009 war sie FIFA-Schiedsrichter-Assistentin. Im Jahre 2008 wurde sie bei der U-20-Weltmeisterschaft der Frauen in Chile eingesetzt. Im Männerbereich leitet Moiken Wolk Spiele der sechstklassigen Verbandsliga Südwest. Hauptberuflich arbeitet die Diplom-Betriebswirtin bei einer Sparkasse.